# NGC 4902
NGC 4902 é uma galáxia espiral barrada (SBb) localizada na direcção da constelação de Virgo. Possui uma declinação de -14° 30' 50" e uma ascensão recta de 13 horas, 00 minutos e 59,6 segundos.
A galáxia NGC 4902 foi descoberta em 8 de Fevereiro de 1785 por William Herschel.